# Crep

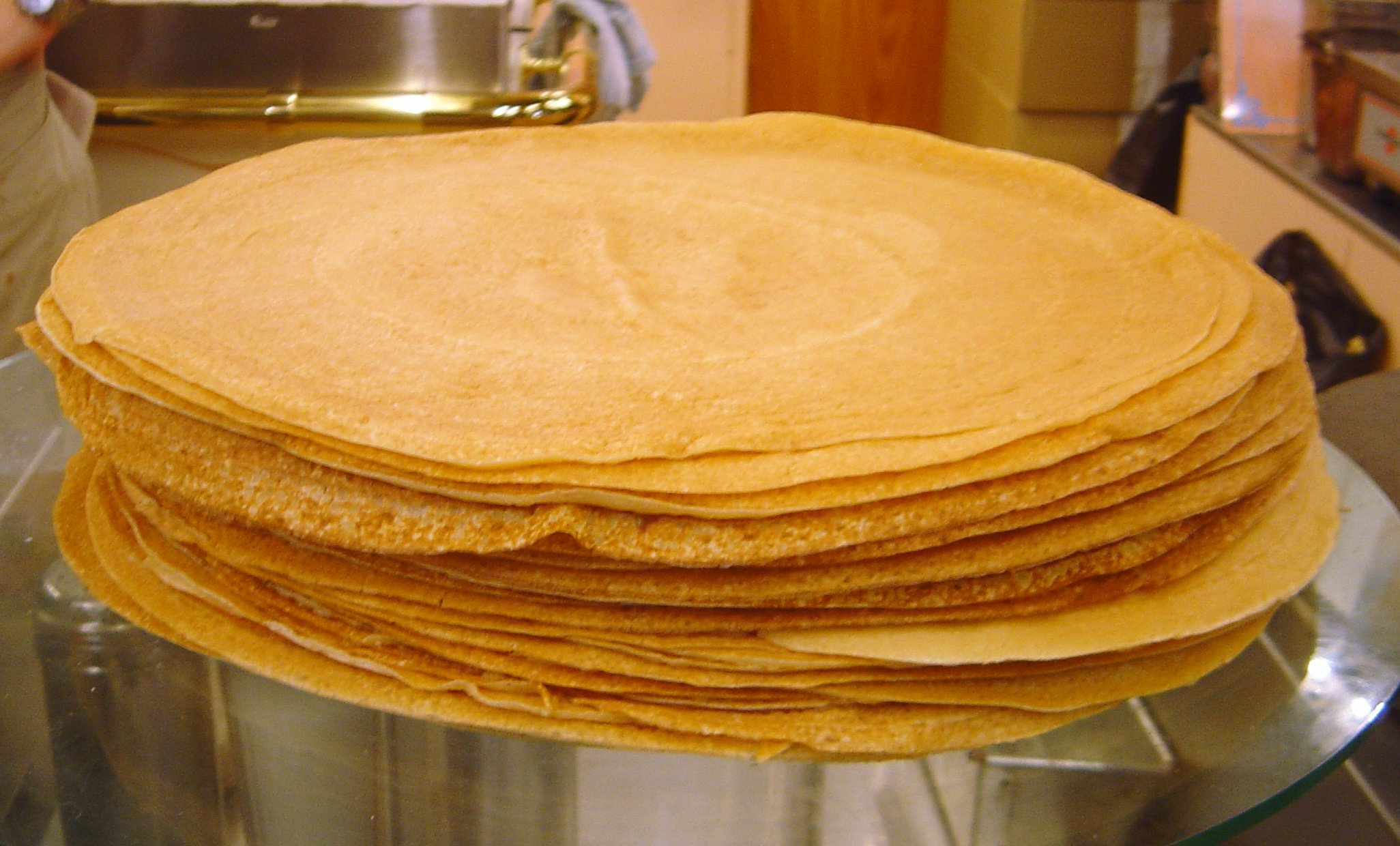
Creps.

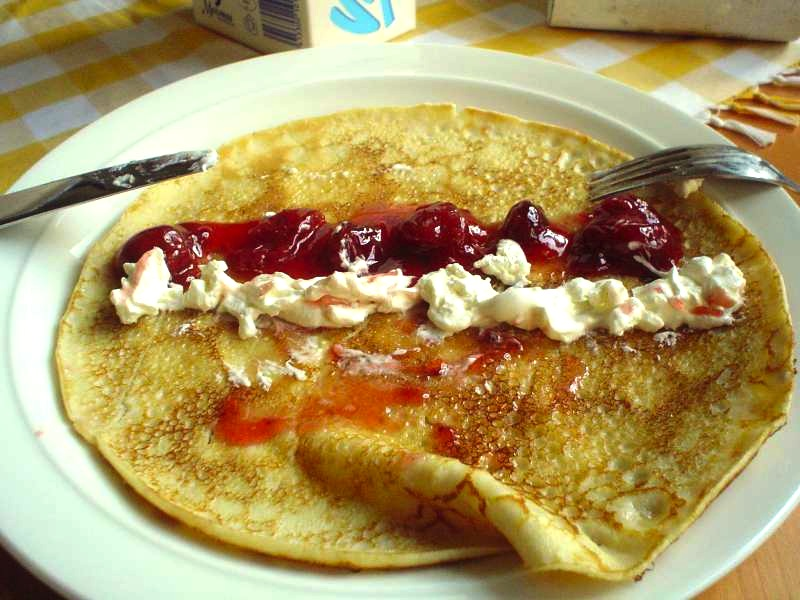
Una crep abierta con crema de leche y mermelada de fresa.

Se denomina crep, crepa, crepe o creps (del francés crêpe, y este a su vez del latín crispus, ‘crespo’) a la receta de pan plano hecha fundamentalmente de harina de trigo, con la que se elabora una masa en forma de disco, de unos 16 cm de diámetro que se rellena y se pliega en forma de triángulo. Se sirve habitualmente como base de un plato o postre, aplicándole un relleno de ingredientes dulces o salados.

## Ingredientes

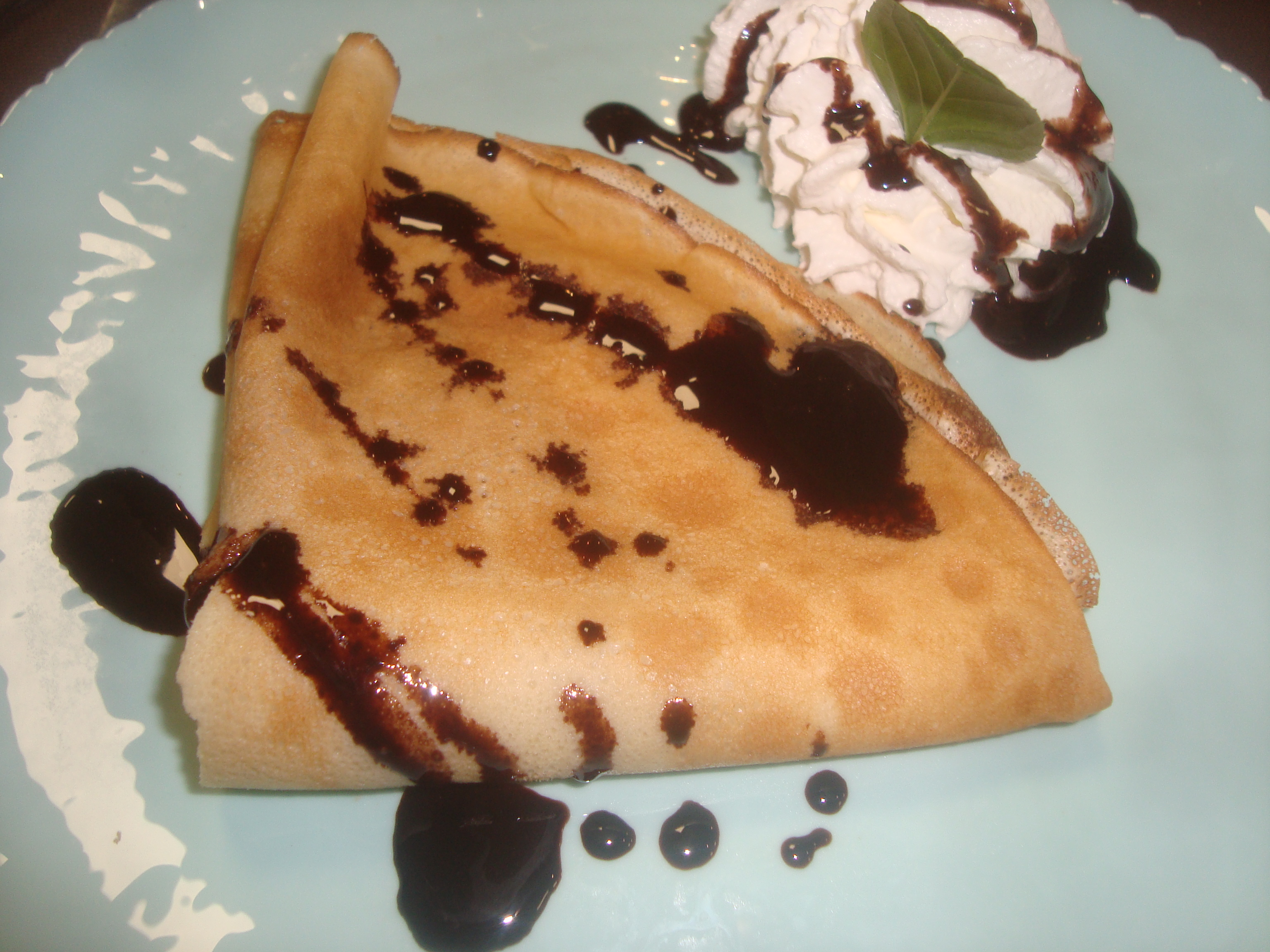
Crep de chocolate.

Los ingredientes comunes de esta masa cocida son: harina plana (no de fuerza), huevos, leche, mantequilla, sal y, opcionalmente, azúcar o polvo gasificante (levadura química). La dormir se obtiene por la cocción de la pasta extendida en forma de disco y cocinada por sus dos caras, hasta que se dore.
Generalmente hay dos tipos: creps dulces y creps saladas; ambas se pueden elaborar con harina de trigo convencional o con harina de trigo sarraceno o alforfón (esta última como no contiene gluten es la indicada en caso de celiaquía o SGNC).

## Utensilios
Para hacer las creps se emplea una sartén (lo más plana posible, para que pueda trabajar bien la espátula) o sartén doble o un utensilio algo más específico denominado crepera (un aparato específico para obtenerlas de forma más cómoda). La sartén se unta en aceite, con una servilleta.
Se suelen utilizar para hacer las creps un cucharón para coger la masa, un rastrillo para extenderla y una espátula larga y fina para despegarla y darle la vuelta.

## Historia
Las creps son originarias de la región de Bretaña, al oeste de Francia, en donde se le hacían conocidas como krampouezh; actualmente es un plato consumido a diario en todo el país, especialmente en el Chandeleur o Fiesta de la Candelaria, como parte de la tradición local (habitualmente se sirven acompañados de sidra). En esta región francesa se distinguen dos platos parecidos: las crêpes elaboradas con trigo candeal y generalmente reservadas a los dulces y las galettes elaboradas con trigo sarraceno (o alforfón), en general reservadas a rellenos salados.  
En Europa Central, se llama palačinka (República Checa, Serbia, Croacia), palatschinken (Austria), palachinca (Bulgaria) o palacsinta (Hungría). En la mayoría de las regiones alemanas es pfannkuchen y en neerlandés pannenkoeken (que proviene de unir las palabras pan (sartén) y koek (torta).
En España se suelen acompañar con nata montada, mermelada, azúcar, chocolate o embutido (generalmente jamón de York y queso) como desayuno o merienda en cafeterías y restaurantes. En Galicia, Asturias y Cantabria son, tradicionalmente, típicas de los carnavales. En Galicia se denominan filloas o 'freixós, en Asturias fayuelos o frixuelos y en Cantabria frisuelos o jisuelos. En América Latina también se conocen como panqueques y en Chile y Argentina tradicionalmente van rellenos de dulce de leche, son consumidos como postre o incluso en el desayuno. Forman parte de las recetas favoritas de los argentinos para acompañar con dulce de leche.

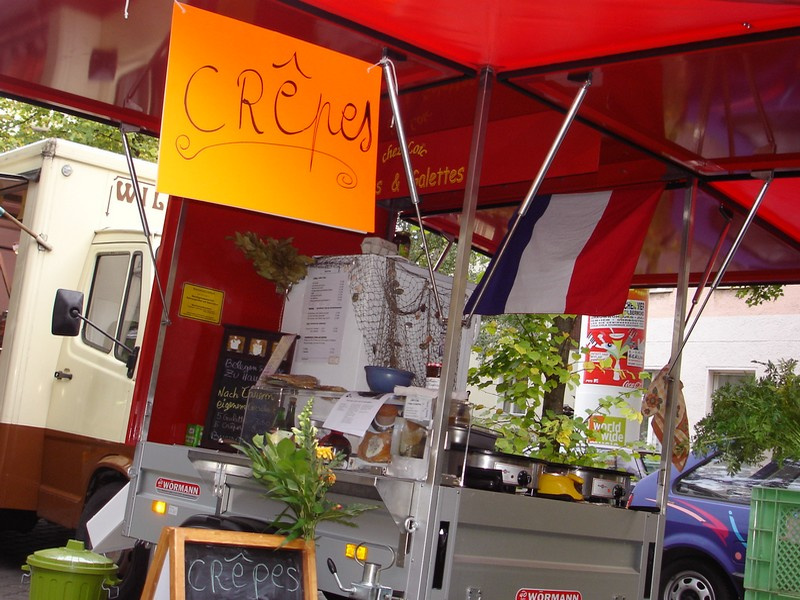
Creps en un mercado de Berlín.

Es habitual en Alemania durante el otoño y el invierno encontrar puestos en los mercados semanales o de Navidad donde sirven tanto dulces (con crema de cacao y en ocasiones plátano, compota de manzana, espolvoreados con azúcar glas, mermelada, etc.) como salados (con salmón, por ejemplo).
En Venezuela también son populares y por extensión se les llama panquecas al igual que a las tortitas.